# Оберальгой
Оберальгой, тобто Верхній Альгой (нім. Oberallgäu) — район в Німеччині, у складі округу Швабія федеральної землі Баварія. Адміністративний центр — місто Зонтгофен.

## Населення
Населення району становить 156 308 осіб (станом на 31 грудня 2020).

## Адміністративний поділ
Район складається з 2 міст (нім. Städte), 10 торговельних громад (нім. Märkte) та 16 громад (нім. Gemeinden):
| Міста 1. Зонтгофен (21517) 2. Імменштадт (14312) Торговельні громади 1. Альтусрід (10224) 2. Бад-Гінделанг (5192) 3. Бухенберг (4165) 4. Вайтнау (5376) 5. Вертах (2547) 6. Віггенсбах (5049) 7. Дітманнсрід (8329) 8. Зульцберг (5018) 9. Оберстдорф (9572) 10. Оберштауфен (7798) | Громади 1. Бальдершванг (351) 2. Бетцигау (2980) 3. Блайхах (5809) 4. Больстерланг (1137) 5. Бургберг-ім-Альгой (3270) 6. Вальтенгофен (9615) 7. Вільдпольдсрід (2543) 8. Гальденванг (3850) 9. Дурах (7260) 10. Лаубен (3498) 11. Міссен-Вільгамс (1448) 12. Обермайзельштайн (1002) 13. Ой-Міттельберг (4654) 14. Офтершванг (2058) 15. Реттенберг (4523) 16. Фішен-ім-Альгой (3211) Об'єднання громад 1. Вайтнау (торговельна громада Вайтнау та громада Міссен-Вільгамс) 2. Гернергруппе (громади Бальдершванг, Больстерланг, Фішен-ім-Альгой, Обермайзельштайн та Офтершванг) |

Дані про населення наведені станом на 31 грудня 2020.